# Sundsnäs
Sundsnäs är en by i Leksands socken i Leksands kommun.
Sundnäs ligger på Östervikens av Siljan västra sida, ungefär mitt emot Leksands sommarland. Byn ligger på det näs som sticker ut i sundet vid Byrvikens utlopp i Österviken, därav namnet. 
Byn genomkorsas av Länsväg W 938 ("Siljan Runt-vägen"), som löper över den så kallade Fornbybanken, byggd 1893 till Fornby i Siljansnäs församling.
Sundsnäs dyker upp i skriftliga källor i skattelängden 1539, och då fanns en skattebonde i Sundsnäs. Antalet förblir oförändrat, ännu 1668 upptas i mantalslängden ett hushåll. Bakom detta hushåll dolde sig då dock fyra bröder, varav tre gifta, så handlar det verkligen om bara ett hushåll måste det ha varit stort.
Fäbod- och kvarninventeringen 1663-64 anger att Sundsnäs hade del i fäbodarna Långsberg och Råbäcken. I Finnebäcken hade byn också andel i två kvarnar.
1766 anges 5 hushåll i Sundsnäs, och 1830 var antalet 6. I samband med storskiftet på 1820-talet fanns 6 gårdar i byn. I Sundsnäs fanns även ett sädesmagasin som drev gemensamt med Fornby, som fortfarande står kvar på sin plats i byn. Nere vid "Sturbåtstada" fanns även en smedja och byns kyrkbåtshus. Byns kyrkbåt fanns kvar i bruk fram till 1907.
En färjeförbindelse över till Fornby fanns fram till Fornbybanken 1893 färdigställdes.
Byn är klassificerad som ett riksintresse för kulturmiljövård.